# توماس کرافورد

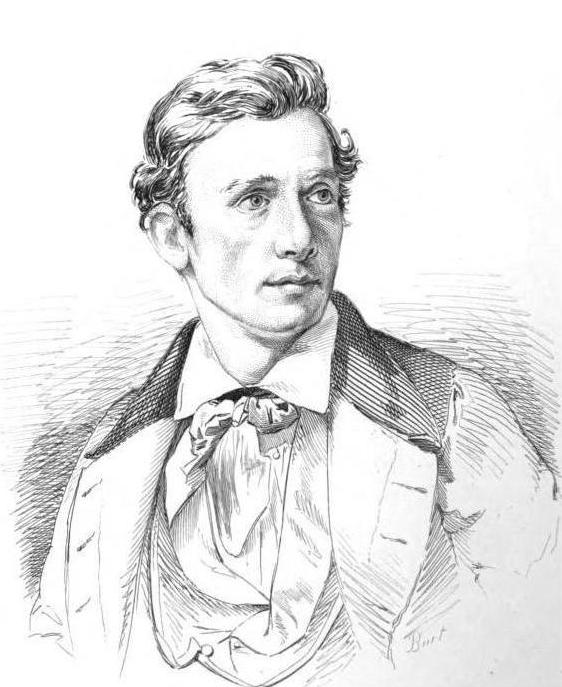
توماس کرافورد، ۱۸۴۶

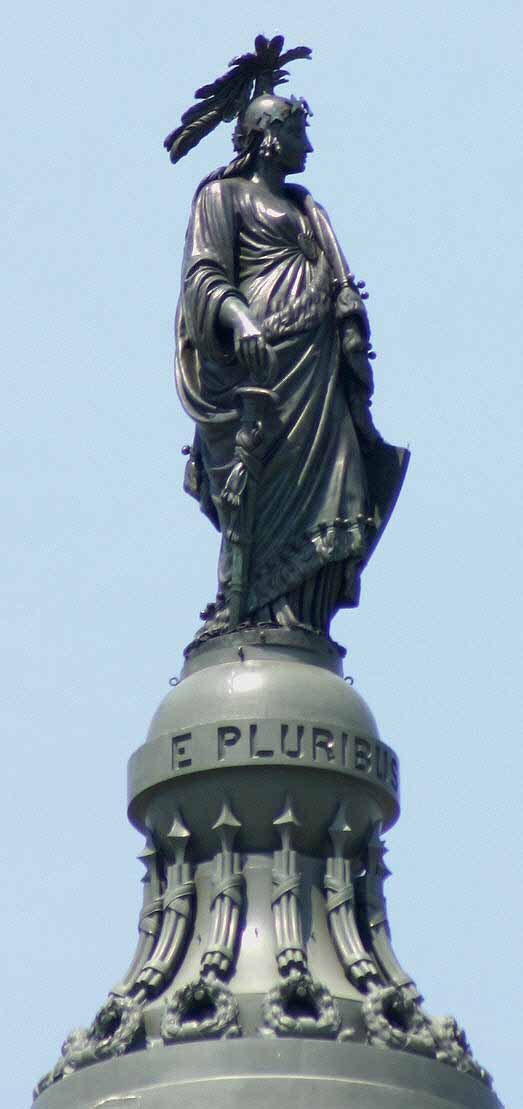
مجسمه آزادی بر بالای ساختمان کاپیتول

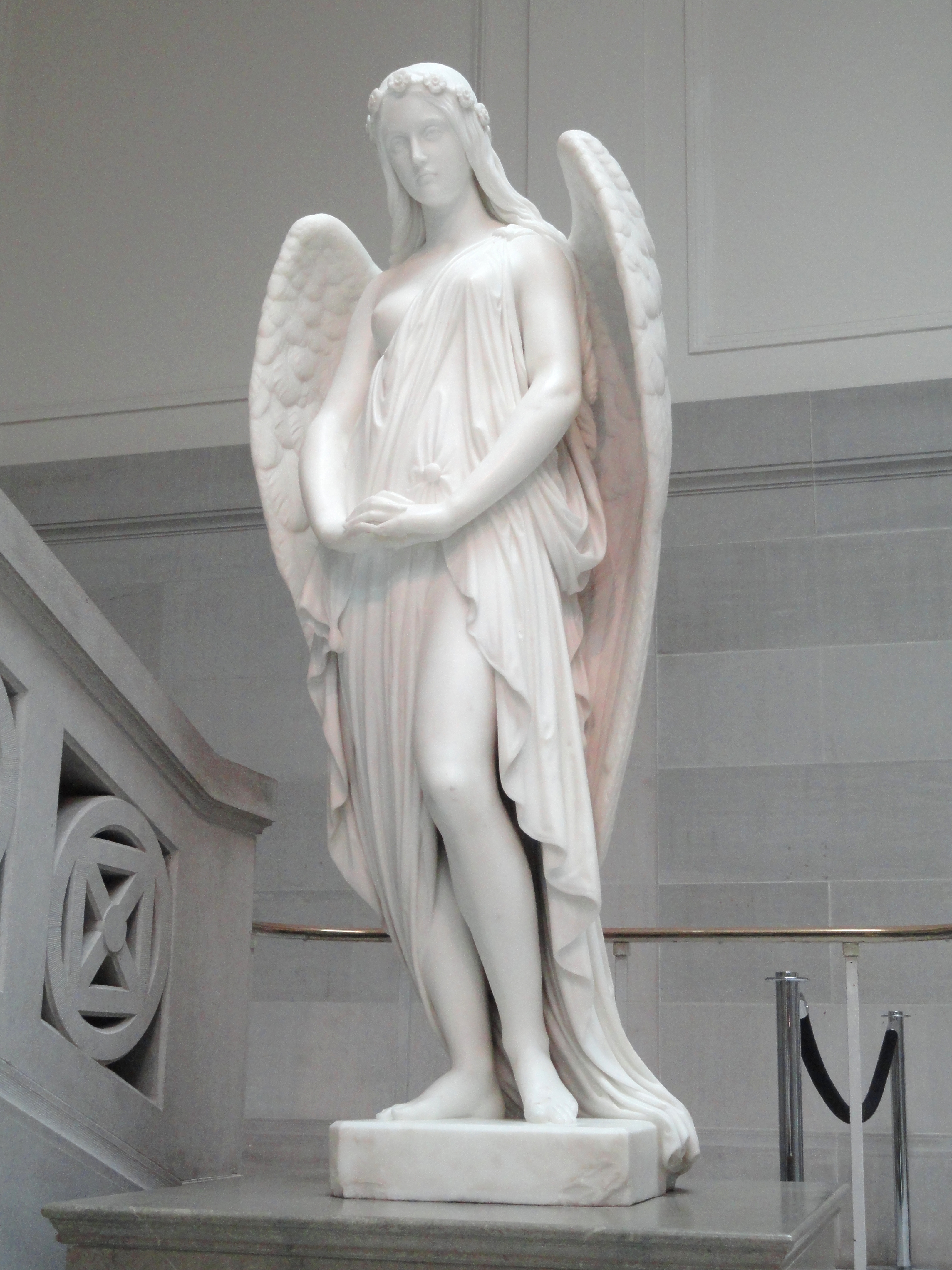
پری به دروازه‌های بهشت

توماس کرافورد (به انگلیسی: Thomas Crawford) (زادهٔ ۲۲ مارس ۱۸۱۴ در نیویورک - درگذشتهٔ ۱۰ اکتبر ۱۸۵۷ در لندن)، مجسمه‌ساز نئوکلاسیک آمریکایی بود. مشهورترین اثر او مجسمهٔ آزادی است که پس از مرگ او قالب‌ریزی شد و طی جشن‌هایی در ۱۸۶۰ میلادی بر بالای گنبد ساختمان کاپیتول در واشینگتن دی سی نصب گردید.

## زندگی‌نامه
کرافورد در ۱۸۱۴ در نیویورک زاده شد. او در ابتدا به عنوان یک سنگ‌تراش در همان‌جا دوره دید، سپس در ۱۸۳۵ به رم، جایی که بیشتر عمرش را در آنجا گذراند رفت و آموزش‌هایی را از برتل توروالدسن، مجسمه‌ساز نئوکلاسیک دانمارکی دریافت داشت. شهرت او تا پیش از مرگش به عنوان یکی از مجسمه‌سازان پیشروی آمریکایی تا آنجا فزونی یافت که او را رقیبی برای هیرام پاورز و هوراشیو گریناف می‌شناختند. از مهمترین کارهای او می‌توان به مجسمهٔ آزادی بر بالای گنبد ساختمان کنگره آمریکا در واشینگتن و یادبود واشینگتن در ریچموند اشاره کرد. کرافورد به اکتبر ۱۸۵۷ در لندن در حال ساخت مجسمه آزادی کشته شد.